# Physalaemus spiniger
Physalaemus spiniger är en groddjursart som först beskrevs av Miranda-Ribeiro 1926.  Physalaemus spiniger ingår i släktet Physalaemus och familjen Leiuperidae. IUCN kategoriserar arten globalt som livskraftig. Inga underarter finns listade i Catalogue of Life.